# Stade Intwari
Le stade Intwari, nommé stade du Prince Louis Rwagasore jusqu'en 2019, est un stade omnisports burundais situé à Bujumbura, la capitale du pays.
Il est principalement utilisé pour les matchs de football et accueille notamment les matchs de l'équipe nationale. Il s'agit du plus grand stade du Burundi avec ses 22 000 places.
Initialement nommé en l'honneur de Louis Rwagasore, prince et homme politique, héros du Burundi, il devient le stade Intwari (« héros » en kirundi) le 1er juillet 2019 à l'occasion de la 57e anniversaire de l'indépendance du Burundi, et commémore désormais tous les martyrs du pays.